# Verbale communicatie
Verbale communicatie is een vorm van communicatie waarbij men zich uit met woorden (en/of geluiden). Verbale communicatie kan zowel gesproken als geschreven zijn.
Bij het uiten van emoties speelt non-verbale communicatie een veel grotere rol dan verbale communicatie. Gesproken verbale communicatie gaat bijna altijd samen met non-verbale communicatie zoals handgebaren en gezichtsuitdrukkingen. Ook de toon waarop gesproken wordt, heeft invloed op de inhoud van de boodschap. Iets dat op sarcastische toon wordt gezegd, kan bijvoorbeeld precies het tegenovergestelde betekenen. Zo betekent het woord "geweldig", op sarcastische toon uitgesproken, dat iets als vervelend wordt ervaren.
Iemand kan zeer vaardig zijn in taal, wat geschreven verbale communicatie voor diegene makkelijk maakt. Of zo iemand ook durft te spreken in het openbaar, of hier goed in is, wordt diens retorische vaardigheid, of welsprekendheid genoemd. Wanneer iemand niet retorisch onderlegd is, zeggen we ook wel dat deze persoon 'niet goed uit zijn woorden komt'. Dit hoeft niet per se iets te zeggen over diens taalgevoel of taalvaardigheid.